# Eileen Ingham
Eileen Ingham (ur. w Manchesterze) – brytyjska immunolog, profesor immunologii na Uniwersytecie Leeds.
Od czasów szkolnych zainteresowana biologią, w Leeds studiowała początkowo genetykę i zoologię, ale szybko zmieniła kierunek na mikrobiologię i biochemię. Po studiach zajęła się chorobami zapalnymi skóry. Doktoryzowała się w 1979 r. na Uniwersytecie Leeds. W 1992 r. podjęła współpracę z bioinżynierem Johnem Fisherem. Wraz z Fisherem przez ponad 20 lat zajmowała się technikami decelluryzacji tkanek do celów transplantologii, za tę pracę zostali w 2018 r. wspólnie nominowani do nagrody Euoropean Inventor Avard w kategorii badania.
Na Uniwersytecie w Leeds była twórcą Instytutu Inżynierii Medycznej i Biologicznej. W 2011 r. UK Resource Centre for Women in Science, Engineering and Technology przyznało jej tytuł Kobiety o Wyróżniających Osiągnięciach. Autorka ponad 270 prac naukowych, z czego ponad 200 poświęconych regeneracji tkanek.